# Trichocephala claveaui
Trichocephala claveaui är en skalbaggsart som beskrevs av Franz Antoine 1998. Trichocephala claveaui ingår i släktet Trichocephala och familjen Cetoniidae. Inga underarter finns listade i Catalogue of Life.